# 創馳藍天技術

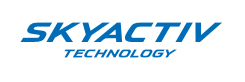
創馳藍天技術之商標

創馳藍天技術為日本馬自達汽車公司於2010年10月提出，針對汽油與柴油引擎、手排與自排變速箱、底盤、車身結構等主要元件優化的技術；如今已普及旗下所有車種。

## 引擎

### 汽油引擎
2011年6月30日在日本境內推出的小改款第三代Demio，「13-SKYACTIV」級車型搭載了採用創馳藍天技術的1.3L SKYACTIV-G型引擎。該具引擎具有下述特點：
1. 在量產的汽油引擎裡，壓縮比首度達到14.0：1。
2. 高壓縮燃燒大幅提升引擎的工作效率，油耗與扭力比過去提升15%以上。
3. 加大低、中速域的扭力。

理論上將壓縮比從10.0提升至15.0，燃燒效率可提高約9%，但是高壓縮比使壓縮衝程上死點附近的溫度升高，引發爆震並使引擎輸出功率下降。因此該項技術藉由減少燃燒室內的殘留高溫氣體，降低溫度以達到高壓縮比而不爆震，其主要技術為：
- 4-2-1長路徑排氣系統：以直列四缸引擎為例，若排氣路徑太短，自第3個汽缸排氣閥排出的高壓排氣壓力波反倒會進入已完成排氣衝程、即將開始吸氣衝程的第1個汽缸。如此一來，已排出的氣體再度進入燃燒室，使高溫殘留氣體增多，增加爆震機率。不過，4-2-1排氣系統延長排氣路徑，使得高壓波花費更多時間到達其他汽缸，以減少排氣殘留的機會。但加長的路徑始排氣溫度下降，延緩觸媒催化時間。故馬自達設法在確保穩定燃燒的前提下，延遲點火時間以保持排氣溫度[2]。
- 多孔噴射裝置：1.3L SKYACTIV-G型引擎裝置了6孔噴射系統，並增強空氣流動、加強噴射壓力，以便改善燃燒情況。
- 凹頂活塞：活塞頂部設計成一凹陷孔，使燃料噴射後在火星塞附近形成疊層混合氣體，幫助穩定燃燒。此外，這種凹孔可以解決燃燒初期火焰接觸活塞頂而發生冷卻損失的問題[3]。

### 柴油引擎

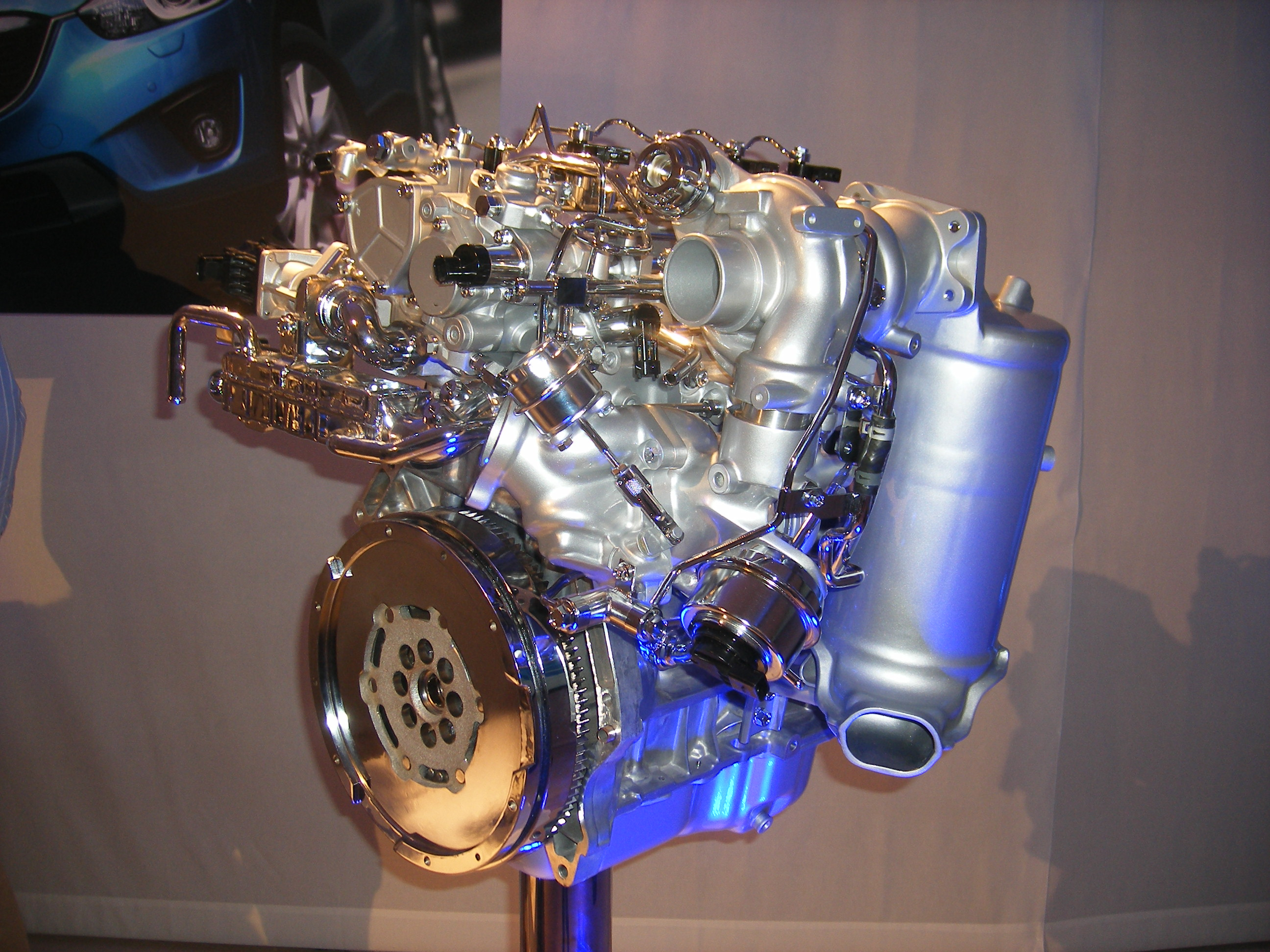
SKYACTIV-D型引擎

高壓縮比的柴油引擎之上死點壓縮溫度和壓力非常高，故燃料噴射後，尚未形成適當的混合氣體前便點火。在局部形成燃燒不均勻而產生氮氧化物，而氧化不足部位的燃燒則產生一氧化碳及微粒物（particulate matter，簡稱PM）。
創馳藍天技術將柴油引擎的壓縮比降低至14.0：1，也減輕其溫度和壓力。由於點火正時延長，有助於燃料與空氣混合而均勻燃燒，所以可以減少一氧化碳、碳氫化合物、氮氧化物、固體微粒等造成空氣汙染的物質。此外，由於可在燃燒室上死點附近噴射、燃燒，所以做功效率比一般高壓縮比柴油引擎還要高。相對來說，降低壓縮比可以減少汽缸厚度並將之改成鋁製，可使機械輕量化。曲軸的主軸頸直徑從60mm縮短成52mm，非但減輕了25%的重量，也降低機械阻力。
但是，過去以來其他車廠不敢降低柴油引擎的壓縮比，主要著眼於：
1. 低壓縮比的壓縮空氣溫度相對較低，難以發動引擎。
2. 發動後的暖機運轉不夠穩定，容易陷入半失火狀態。

據此，SKYACTIV-D型柴油引擎採取下列技術以避免前述缺點：
- 可變閥門升程機構（Variable Valve Lift，簡稱VVL）：雖然馬自達尚未公布此VVL裝置的具體數據參數，但這種機構配置於排氣閥，在吸氣衝程中打開排氣閥少許，讓排氣管內的廢氣逆流回汽缸以提高吸氣溫度，同時促進壓縮時的溫度上升，提高著火的穩定性[4]。
- 多孔壓力噴射裝置：新型多孔燃料噴射裝置含多種噴射模式，可精準控制噴射時間與噴出量，提高燃料與空氣的混合濃度。該機構在一次燃燒中可做前噴、主噴、後噴各3次，總共9次的噴射；同時配合陶瓷點火塞，可在低壓縮比的環境中確保正常啟動。

另外，SKYACTIV-D型更裝置了雙渦輪增壓系統，目的並非提升扭矩，反而是為了清潔廢氣與降低油耗。這兩顆大小不同的渦輪隨著不同的引擎運轉速度，分別進行增壓。如此一來不但確保低速域的高扭力、高速域的高功率輸出，同時也減少NOx、CO與顆粒物質的排放。2016年7月14日原廠宣佈新增NSFC聲頻降噪技術（Natural Sound Frequency Control）和NSS減震降噪技術（Natural Sound Smoother），前者藉由精密的多層次燃燒，以不同時序的燃油爆炸頻率平衡引擎運轉；後者則進一步在活塞插銷中置入平衡槌，以抑制導致柴油引擎噪音的震動頻率，消弭引擎噪音。

### 轉子引擎
2015年10月29日開幕的第44屆東京車展上，原廠公開「RX-VISION」概念車，所搭載的次世代轉子引擎「SKYACTIV-R」將結合創馳藍天技術。雖然並未公開動力細節，但原廠表示以燃油費、排放廢氣性能、信賴性等三點為發展重點。

### 獲獎紀錄
- 2010年：12月3日1.3L SKYACTIV-G型引擎獲得2011年第32屆日本年度風雲車特別獎[7]。
- 2011年：11月18日1.3L SKYACTIV-G型引擎獲得2012年第21屆RJC年度風雲車年度最佳技術獎；12月7日同型引擎獲得2012年日本燃燒學會技術獎[8]。
- 2012年：2月22日1.3L SKYACTIV-G型引擎獲得由一般財團法人機械振興協會頒發之第9屆新機械振興獎[9]。

## 變速箱

### 自排變速箱

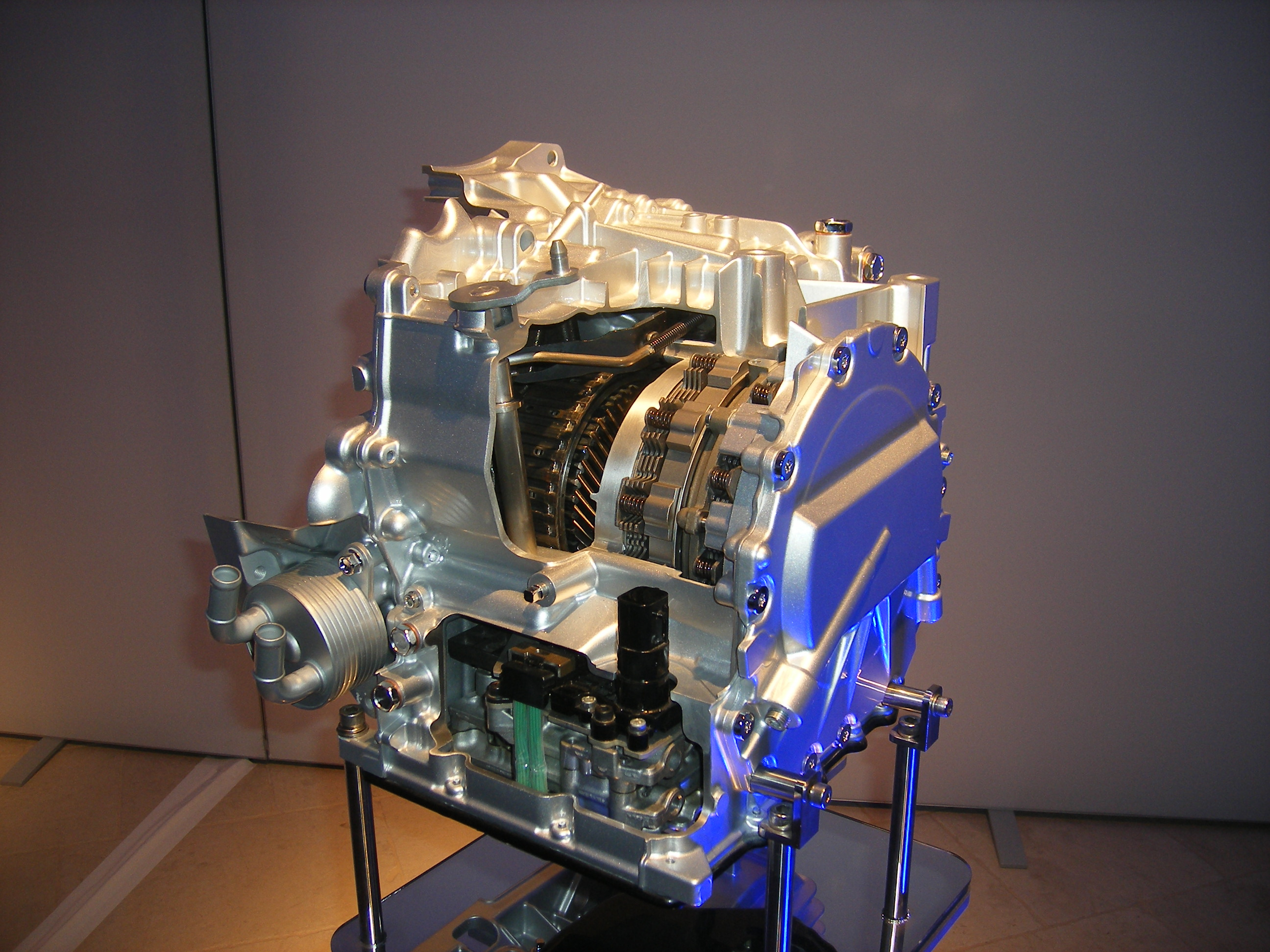
SKYACTIV-DRIVE自排變速箱

現行的自排變速箱主要有三種型態：傳統結構的多檔位式、CVT鋼帶式無段式、雙離合器式。SKYACTIV-DRIVE自動變速以傳統的多檔位式為基礎，追求更佳的油耗、更平順的換檔、更直接的駕駛感覺。傳統多檔位式自排變速箱附有扭力轉換器，靠自動變速箱油進行傳動，因此起步的感覺相當平順。但正因為如此，多檔位式自排變速箱具有滑差，駕駛時的加減速反應並不直接。
所謂的「滑差」乃是扭力轉換器裡充滿了自排變速箱油，引擎的動力主要經由自排變速箱油從引擎側液力傳達至葉輪（turbine），經由中間的定葉輪（stator）「吹」到變速箱側液力傳達葉輪（pump，又名泵輪），沒有實際的機械元件接觸，故引擎加減速時很少發生衝擊回饋，傳動相當平順；但也由於此因，傳動效率不高。一般說來，最佳傳動效率頂多只有85％左右，因沒有實際的機械接觸，扭力轉換器引擎輸入的轉速永遠比輸出到變速箱來的高，這正是所謂的「滑差」。這種滑差問題存在已久，但自從傳統多檔位式自排變速箱開發近30年以來，其基本結構沒有大幅變更過。所謂的自排變速箱鎖定傳動，就是把葉輪、定葉輪、泵輪三個部份直接固定，使之一起轉動，就沒有滑差的問題。
因此，馬自達重新設計扭力轉換器，鎖定並使輸入與輸出轉速一致，直接把滑差降成零，便能降低油耗、提昇加減速反應，不過在起步與低速域時並不適合這樣做。原因很簡單，引擎是不斷動作的，可是起步前輪胎是靜止的。倘若直接鎖定扭力轉換器，起步時等於把引擎的輸出與車輪直接連在一起，造成起步的衝擊很大，汽車會像青蛙一樣瞬間跳躍出去。再者低速行駛時鎖定扭力轉換器，低速檔對引擎加減速比較敏感，使得加減速的衝擊感（也就是頓挫感）很大，一樣不利於行駛的舒適性。為了兼顧行駛舒適性、油耗經濟性、更直接的駕駛反應，SKYACTIV-DRIVE自動變速箱在起步與低速時適度釋放對扭力轉換器的鎖定。另外，馬自達進一步縮小了扭力轉換器中各主要組件之間的空隙，並修改了液力傳達葉輪的幾何設計，強化了低速的傳動效率。等到行車速度加快，或接近預定之速度時，變速箱就立即鎖定扭力轉換器，消除滑差並提昇車子加減速的反應。
SKYACTIV-DRIVE自動變速箱鎖定的機構使用濕式多片離合器，關鍵在於鎖定的時機。鎖定的時機恰到好處的話，可充分抑制
鎖定時的頓挫感，減少鎖定用離合器的損耗，提高其耐用性。傳統可鎖定式扭力轉換器由於存在左右滑差，在鎖定的瞬間一定會有些頓挫感，所以常發生耐用性不足的問題。馬自達重新設計了一組阻尼和減震彈簧，可以進一步抑制80%以上的鎖定衝擊感，相對來說可靠度也提高。

### 手排變速箱

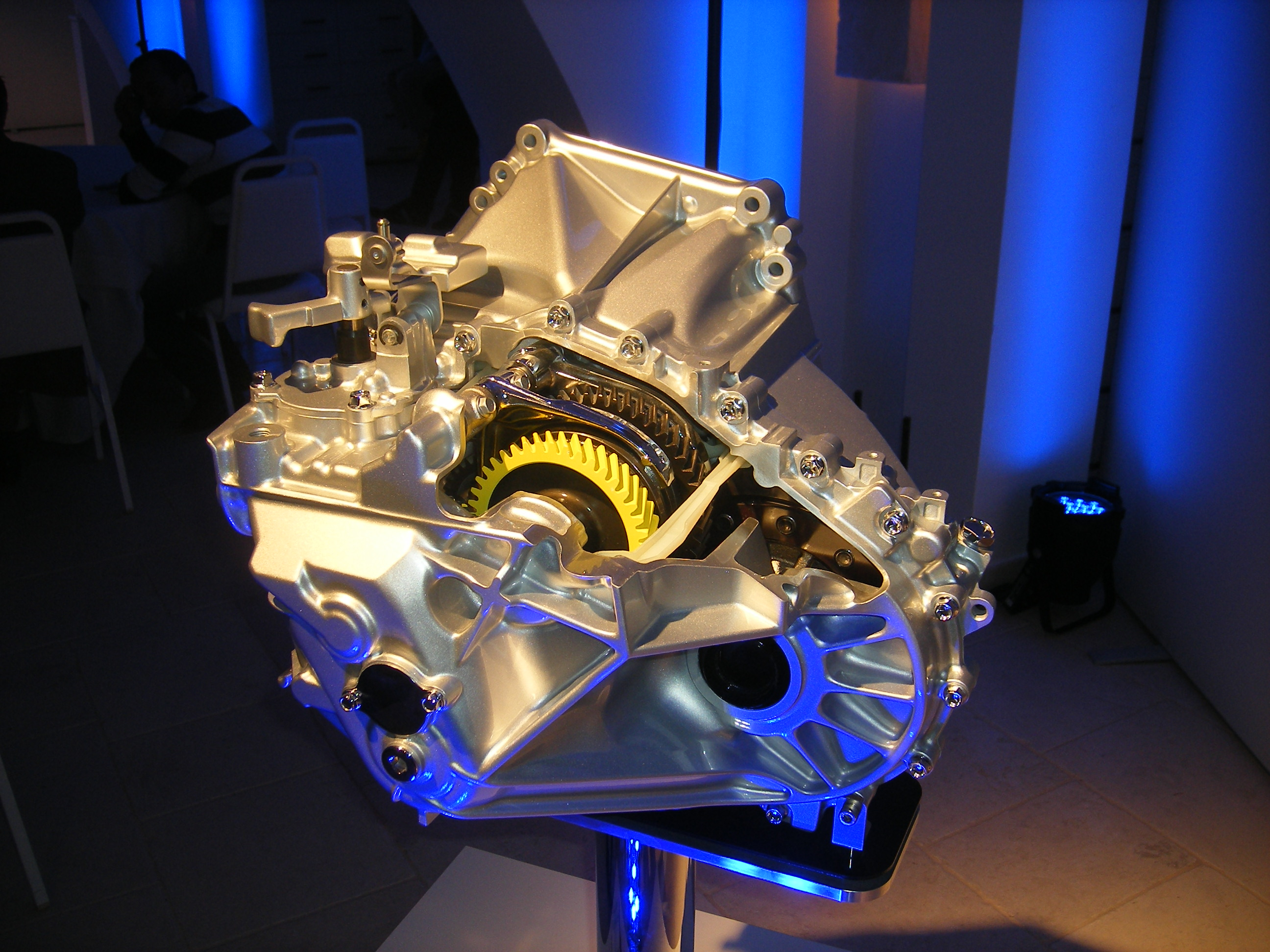
SKYACTIV-MT手排變速箱

雖然自排變速箱在美國、日本、臺灣等地区為主流，但是歐洲、中國等地仍以手排變速箱為主。為了達到適合銷售全球市場的目標，馬自達改良了手排變速箱的中、高扭力段，使得換檔操作感覺更佳、油耗更低、更輕量小型化。
要實現輕盈的換檔操作感覺，換檔行程與操作力兩者間的衝突是個問題。首先SKYACTIV-MT手排變速箱比傳統手排變速箱減輕了16%的重量，且因大幅減少機械損耗，油耗表現也跟著降低1%。重量減輕的原因是一檔與倒車檔共用同一根齒輪軸，第二輸出軸的長度比現行的縮短20%。由於一檔和倒車檔共用齒輪軸，故取消了倒車檔齒輪的惰軸，這是一支切入倒車檔時才傳達動力、平時並沒有輸出的惰軸。藉由前述的改良設計，齒輪傳動鏈的部份就減輕了約3公斤，配合減少其他元件及縮小零組件尺寸，SKYACTIV-MT手排變速箱成功減少了16%的重量。

## 底盤懸吊

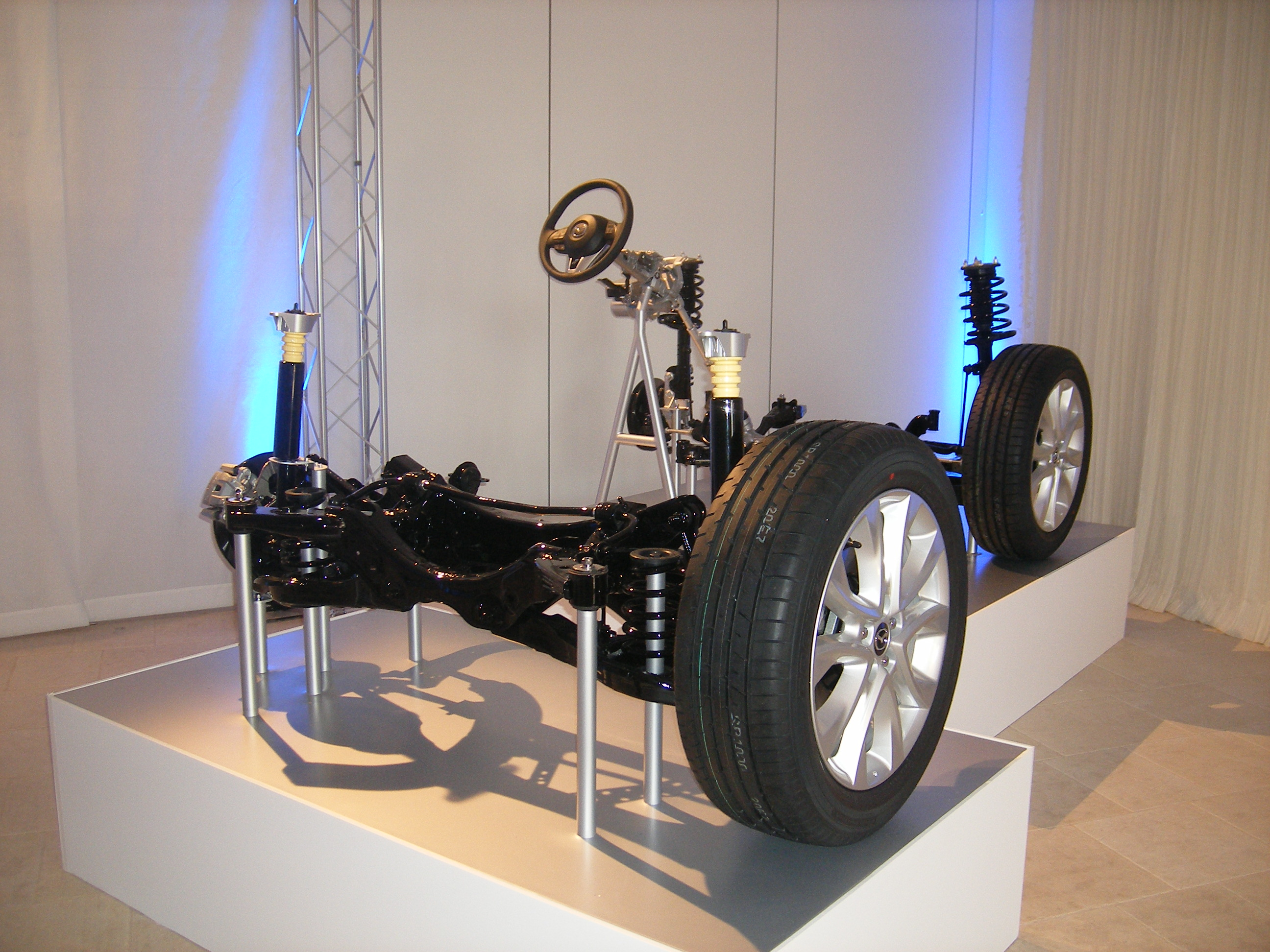
SKYACTIV-CHASSIS底盤

被該公司稱作「SKYACTIV-CHASSIS」的輕量化底盤結構，與現行的底盤相較之下減少14%的重量。懸吊系統採重新設計的前麥花臣、後多連桿結構的配置，以達到中速域敏捷、高速域穩定的狀態。四具避震圈簧不但經過變更，轉向系統也重新調校。為了增加防震機件之效能，懸吊的相對幾何位置調得比較高，藉此強化避震效能與上座橡膠之剛性，減少駕駛時的衝擊力道。後懸吊連桿位置也向上移，使其運動方向較容易吸收道路回饋的縱向衝擊，且降低車尾的抬升動作，幫助提升剎車時的穩定性與減少剎車距離。
其次是讓汽車高速行駛時保持溫和穩定的轉向反應，故調整後懸吊系統之連桿配置。而中低速時為了保持靈敏的轉向，採用較高的轉向比率。既然中低速域要保持靈敏、高速域要保持穩定，轉向手感必須隨著車速而改變。馬自達增加了前懸吊系統之後傾角與後傾角偏置量，以強化自我調整轉向扭力。同時，「SKYACTIV-CHASSIS」技術也加強輕量化與提高剛性。在車身前半部的前懸吊系統下結構部位，加寬了中央部位、縮減下臂附著位置的縱向偏位。在車身後半部一樣將橫樑結構加寬，然而透過移除法蘭（flange）以強化耦合剛性的方式，非但優化此部分的剛性，更降低了14%的重量。

## 車體結構
馬自達稱為「SKYACTIV-BODY」的車身結構新技術，其特色包含了提升30%的高剛性、減少8%的重量。該技術盡量避免底盤的曲線，由頭到尾呈現一體式框架。至於需要彎曲的部分則與橫向框架連續焊接，形成密閉區域；如此一來減輕了車重。在車體上半部結構採用雙支柱，直接將前、後懸吊的固定點連結底盤框架，建構出四個環狀結構，以利車身剛性的提高。
馬自達另外使用「複合式負載結構」來改善碰撞安全性，令碰撞衝擊力朝數個方向分散（原廠稱之為multi-road path）。比方車頭遭受撞擊時，衝擊力將從前車架分別擴散至B柱、車腹與A柱，其中上方的分散路徑也會抵消前車架因受撞擊而產生的抬升運動。為了達到分散衝擊力的目的，馬自達將前架改良成十字型，故車身脊線從傳統的4條增為12條。
此外在車身鋼材部分，「SKYACTIV-BODY」技術使用270至1,500MPa的高張力鋼材之比例達60%，比傳統的40%還要高；這些輕薄的高剛性金屬材料也大幅減輕車重。高張力鋼材主要使用在影響車身剛性與安全性的B柱，同時車底的支撐樑也換成更高強度的鋼材。另外，該技術在噪音抑制方面，比傳統車身結構降低0.6分貝；風阻係數也比傳統車身減低6%。

## 外部連結
- 臺灣官方網站
- 中國大陸官方網站
- （日語）【MAZDA】2011マツダ技報
- （英文）AutoZine Technical School: High Compression Engine - Mazda Skyactiv-G